# Diogmites aureolus
Diogmites aureolus är en tvåvingeart som beskrevs av Carrera och Nelson Papavero 1962. Diogmites aureolus ingår i släktet Diogmites och familjen rovflugor. Inga underarter finns listade i Catalogue of Life.